# Harvey Norman
Harvey Norman là công ty của Úc chuyên về nội thất, máy tính và các sản phẩm điện tử. Tính đến năm 2016, công ty này có 280 cửa hàng ở Úc, New Zealnd, châu Âu và Đông Nam Á.
Gerry Harvey và Ian Norman lần đầu quen nhau khi cùng làm tiếp thị bán máy hút bui. Họ hợp tác và mở cửa hàng đầu tiên vào năm 1961, lúc này mới chỉ tập trung vào đồ điện tử và phụ kiện.

## Sản phẩm

### Norman Ross
Harvey Norman Holdings Ltd từng cho ra mắt chuỗi cửa hàng mang tên Norman Ross ở New Zealand. Cửa hàng đầu tiên khai trương ngày 4 tháng 12 năm 2007 tại Lower Hutt. Thương hiệu Norman Ross sau đó đã được đổi thành Harvey Norman vào tháng 2 năm 2013.

### Bán hàng trực tuyến
Ngày 22 tháng 12 năm 2011, Harvey Norman khai trương Harvey Norman Direct Import, có trụ sở ở Ireland để bán trò chơi điện tử cho người dùng ở Úc. Giá của các sản phẩm được đánh giá là rẻ hơn ở Harvey Norman của Úc.